# Strömstad

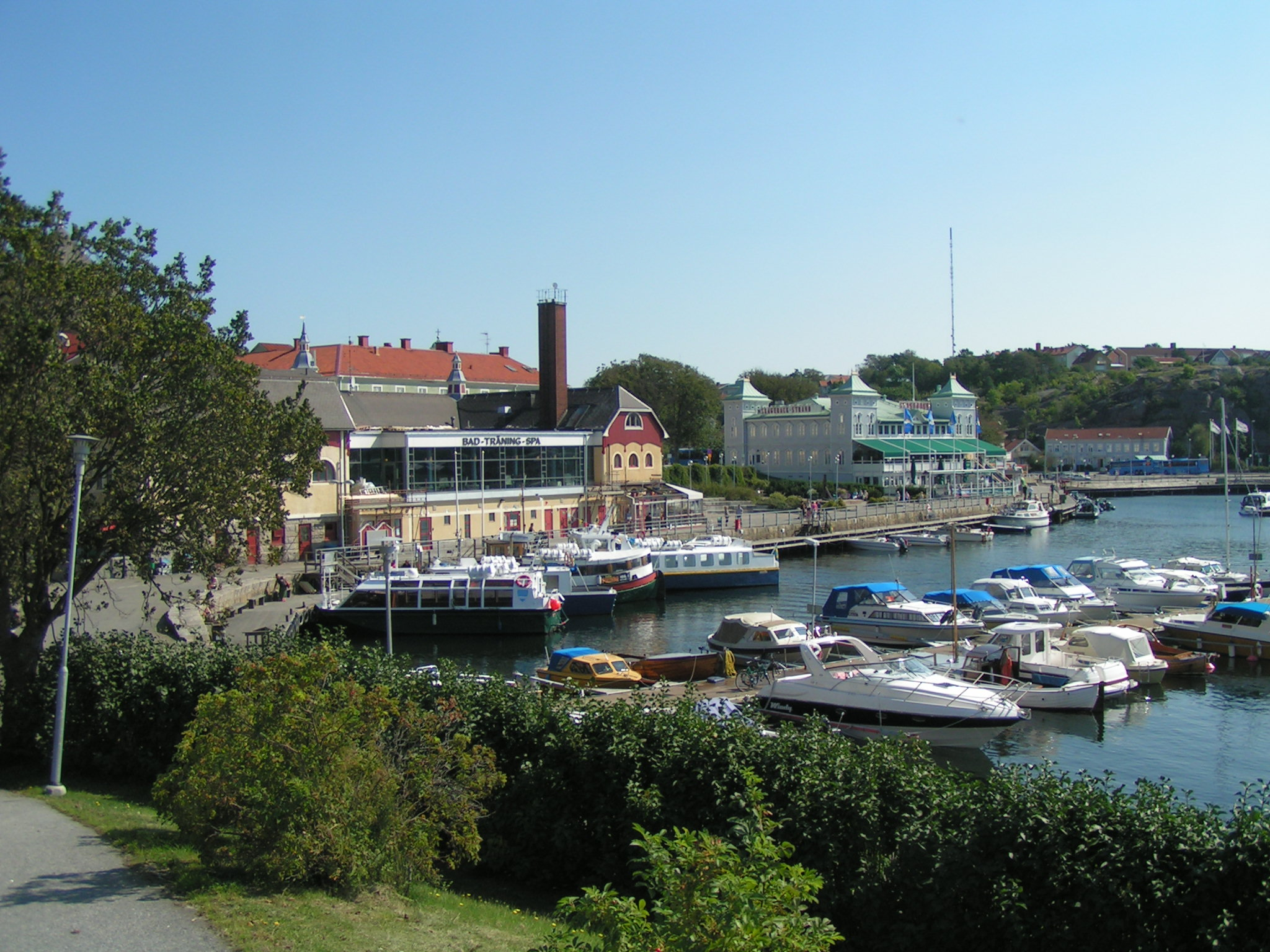
Södra Hamnen

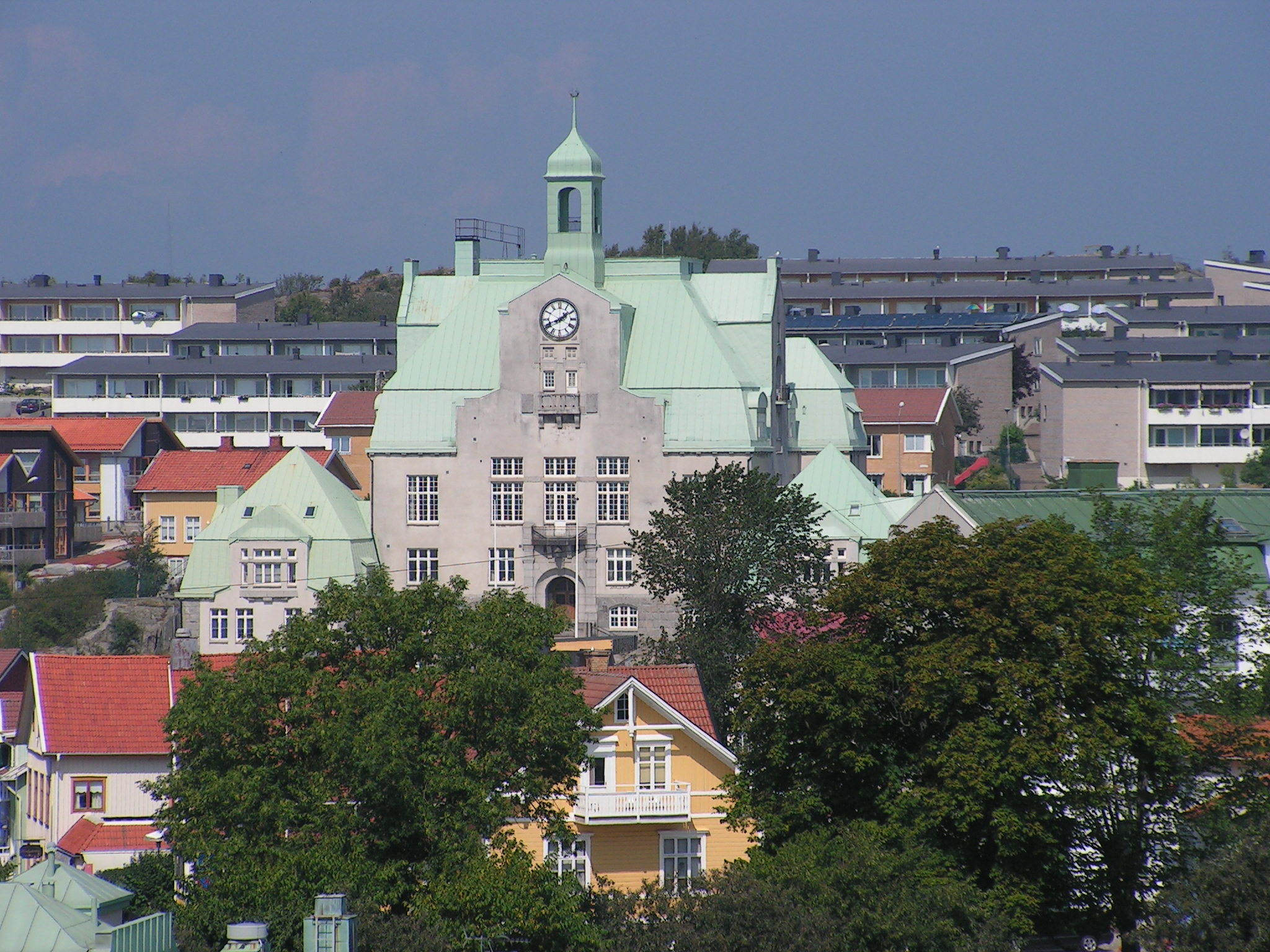
Rathaus

Strömstad ist ein Ort (tätort) in der schwedischen Provinz Västra Götalands län und der historischen Provinz Bohuslän. Er ist Hauptort der gleichnamigen Gemeinde.

## Geschichte

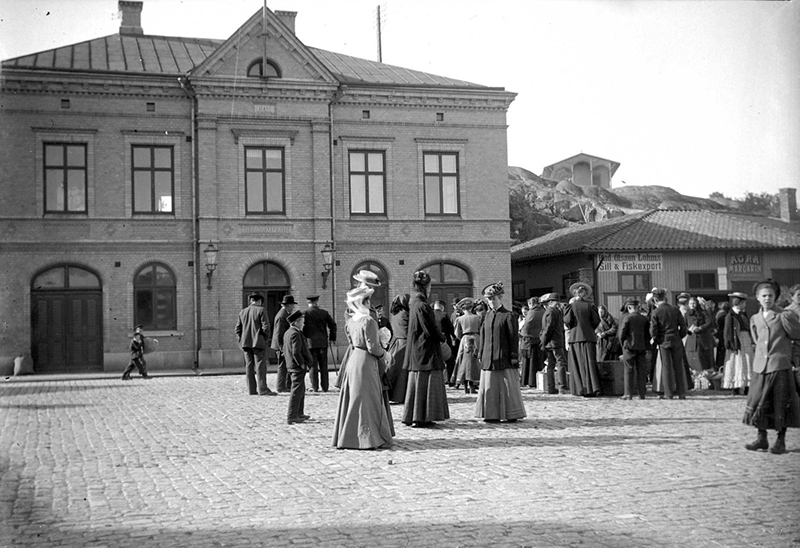
Strömstad im Jahr 1907

Strömstads Entstehung hing mit den Bestrebungen der schwedischen Regierung zusammen, ein Gegengewicht zum norwegischen Halden zu entwickeln, das den Handel in diesem Bereich der Westküste auf sich konzentrierte. Der Ort erhielt 1667 den Status einer Minderstadt (köping) und wurde ab 1672 als Stadt bezeichnet, was 1676 durch die Verleihung der Stadtrechte durch Karl XI. bestätigt wurde. Diese Rechte wurden mit der schwedischen Gemeindereform von 1971 bedeutungslos. Strömstad war als befestigter Grenzort mehrfach in militärische Streitigkeiten verwickelt. Es fungierte zum Beispiel zwischen 1716 und 1718 als Hauptquartier von Karl XII. bei dessen Kampagnen gegen Norwegen. 1717 fiel Peter Tordenskiold den Ort mit einer dänischen Flotte an und wurde nach zwei Eroberungsversuchen zurückgedrängt.
Strömstad hatte um 1750 nur etwa 300 Einwohner, doch danach folgten mehrere Jahre mit guten Heringsfangquoten, so dass die Bevölkerungszahl 1805 bei etwa 1.100 Personen lag. Seefahrt und Fischerei waren die wichtigsten Wirtschaftszweige im 19. Jahrhundert, doch die Einwohnerzahl stieg nicht so deutlich wie in vergleichbaren Orten. Im folgenden Jahrhundert entwickelten sich andere Wirtschaftsbereiche wie Handel, Konservenherstellung und Manufakturen stärker. Schon in den 1780er Jahren etablierte sich Strömstad als Erholungs- und Badeort, was sich in der folgenden Zeit verstärkte.
In den 1970er Jahren begann man in Strömstad mit einem Projekt zur Gasförderung aus der Nordsee. Der Bau der Plattform im nördlichen Bereich des Ortes dauerte fünf Jahre und viele der angeworbenen Arbeitskräfte blieben auch danach in Strömstad. Die Plattform wurde durch eine extra gegrabene Tiefwasserrinne ins Meer bugsiert und dient heute als Pumpstation zwischen Gasfeld und Festland.

## Wirtschaft

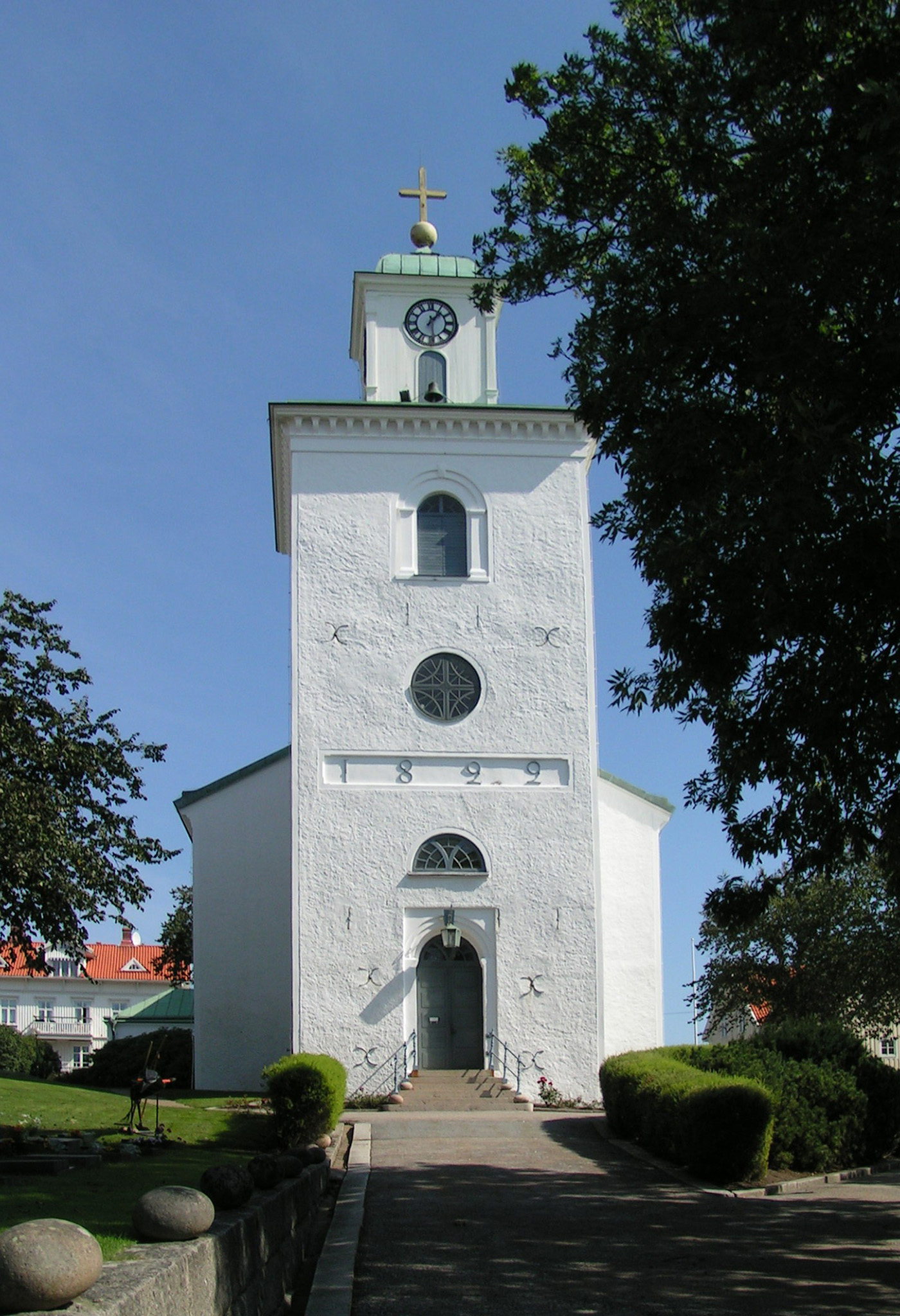
Kirche in Strömstad

Die überwiegenden Einnahmen resultieren aus dem Tourismus. Jeden Sommer besuchen mehr als 100.000 Personen die Gasthäfen und Campingplätze des Ortes. Etwa 85 % der Besucher sind Norweger, die den kurzen Seeweg nutzen, der zur Grenze etwa 20 Minuten beträgt. Der gewöhnliche norwegische Tourist bleibt aber nur einen Tag und nutzt die Möglichkeit, Nahrungsmittel, Alkohol und Tabak billiger einzukaufen.
Im Ort wird dreimal in der Woche die lokale Zeitung Strömstads Tidning als Ableger der Regionalzeitung Bohusläningen vertrieben.

## Verkehr
Die öffentlichen Verbindungen bestehen aus der Bohusbana nach Göteborg, verschiedenen Buslinien in die Region und zur norwegischen Grenze sowie aus mehreren Fähren nach Sandefjord in Norwegen und zu vorgelagerten Inseln.
Strömstad ist außerdem der Endpunkt des Wanderwegs Bohusleden.

## Sehenswürdigkeiten
- Das Ganggrab Massleberg liegt am Straßenrand östlich von Strömstad
- Das Gräberfeld von Massleberg befindet sich direkt rechts des Abzweiges zum Ganggrab.
- Die Felsritzung Massleberg 1 liegt etwa 80 m vom Gräberfeld Massleberg entfernt bei einem Gehöft, vor dem man nach links abbiegt.
- Die Felsritzungen Massleberg 2 liegen etwa 850 m von Massleberg 1 entfernt in Richtung Näsinge.

## Söhne und Töchter des Orts
- Emilie Flygare-Carlén (1807–1892), Schriftstellerin
- Harry Svendsen (1895–1960), norwegischer Schwimmer
- Bo Gustafsson (* 1954), Geher
- Sven Andersson (* 1963), Fußballspieler und Torwarttrainer
- Marius Dybwad Brandrud (* 1976), Kameramann